# 爆弾ゲーム
爆弾ゲーム（ばくだんゲーム）は、子供の遊びの一つ。もちろん本物の爆弾は使わず、ボールを爆弾に見立てて行われる。

## 一般的なルール
1. 参加者は車座になって座る（又は立つ）。同時にCDプレイヤーなど音楽を流す準備を整える。CDを操作する人も決めておく。
2. まず一人がボールを持ち、音楽が流れ始めると同時にボールを隣へ隣へと回し始める。
3. CD操作係は任意の時に音楽を止める。音楽が止まった時にボールを持っていた参加者は罰ゲームを行う。
4. 2から3を繰り返す。

ごく稀に、ボールを渡している途中で音楽が止まってしまう場合がある。罰ゲームはどちらがすべきなのか？そんな時は
1. じゃんけんで決める。
2. 両方罰ゲームをする。
3. 両方罰ゲームは免除する。

などの解決法がある。

## 派生形
- 罰ゲームの代わりに、車座の中に入って一回休む。
- ボールを受け取ったら曲のリズムに合わせて規定回数振ってから隣に渡す。
- 音楽は途中で止めずに、曲の終了時にボールを持っていた人が罰ゲームをする。
- 鬼の「ピカピカ」「ゴロゴロ」で右または左にボールを回す。

## 注意点
- CD操作係は、ボールの現在位置を確認せず、ランダムに音楽を止めなければならない。1人の人のところで集中的に音楽を止めることにもなりかねず、公平性が損なわれてしまう。
- ボールをずっと持っている、ボールの受け取りを拒否する、ボールを放り投げて渡すなども歓迎されない。